# Keynote (Software)
Keynote ist ein Präsentationsprogramm des Unternehmens Apple für die Betriebssysteme macOS und iOS. Es dient ähnlich wie PowerPoint des Unternehmens Microsoft oder Impress (aus Apache OpenOffice und LibreOffice) zur Erstellung von Präsentationen. Auf dem Mac ist es im Mac App Store erhältlich. Seit 2010 ist es für das iPad und seit 2011 auch für iPhone und iPod touch erhältlich.
Der Name für das Programm geht auf den Begriff Keynote zurück, welcher meist den Eröffnungsvortrag einer Veranstaltung bezeichnet. Speziell unter Nutzern von Apples Macintosh Computern wird unter „Keynote Address“ der Einführungsvortrag von Steve Jobs, dem früheren CEO des Unternehmens Apple, verstanden, den dieser jeweils jährlich auf der Macworld Expo bzw. der WWDC hielt.
Keynote zeichnet sich durch eine einfache Bedienung aus. So werden zum Beispiel automatisch Hilfslinien eingeblendet, wenn man ein Objekt über die Folie zieht, was das exakte Platzieren auf gleicher Höhe oder in „harmonischen“ Abstandsverhältnissen beschleunigt.
Während es bei Keynote eine große Anzahl von Vorlagen gibt, waren die Animationsfunktionen in den ersten beiden Versionen noch sehr beschränkt. Spätestens ab Version 4, Keynote ’08, hat sich das jedoch geändert. Keynote hat inzwischen eine neue Funktion Leuchttischansicht zum Anordnen der Folien, wie man sie beispielsweise von PowerPoint kennt. Mit den in Version 4 eingeführten „intelligenten Animationen“ lassen sich sogar anschauliche Diashows auf einer Folie unterbringen. Hinzugekommen ist auch die Möglichkeit, Objekte auf Pfaden (in Linien und Kurven) zu animieren.
Ab Version 2 gibt es die Funktion „Moderatormonitor“, der bei Vorträgen auf der Leinwand die momentane Folie zeigt, während am Computer bzw. am iPhone/iPad/iPod des Vortragenden die momentane Folie, die nächste Folie, Notizen sowie eine Uhr (bzw. ein Countdown für die verbleibende Redezeit) zu sehen sind.
Keynote kann PowerPoint-Dateien importieren (sowohl im PPT- als auch PPTX-Format) und exportiert in die Formate PowerPoint-Präsentation, PDF (Adobe Acrobat), HTML und QuickTime-Video. Mathematische Formeln können nur über andere Programme wie zum Beispiel TeXShop, MathType, LaTeXiT oder das bei macOS mitgelieferte Programm Grapher erstellt und in Keynote übertragen werden.
Seit Keynote ’09 gibt es die Funktion, Bilder, Formen oder Texte, die in zwei aufeinander folgenden Folien enthalten sind, in einem Übergang automatisch animieren zu lassen (Magic Move/Zauberei). Außerdem gibt es ein Programm für iPhone und iPod touch, mit dem man Keynote steuern kann (Keynote Remote).
Mit der Einführung von Keynote 6.0 (auch als „Keynote '13“ bezeichnet) wurden zahlreiche Funktionen zugunsten einer besseren Kompatibilität mit der iOS-Version entfernt, was zu Problemen mit Präsentationen führte, die mit Vorgängerversionen erstellt wurden. Während sich Keynote '13 durch eine einfachere Bedienung auszeichnet, kritisierten professionelle Nutzer das Wegfallen von Funktionen und Kompatibilität. Einige Nutzer sind dazu übergegangen, Keynote '09 und Keynote '13 parallel zu installieren, um weiterhin mit älteren Präsentationen zu arbeiten, ohne sie an die neue Version anpassen zu müssen.
Der Hauptgrund für das Verschwinden der alten Funktionen war das Schaffen einer „gemeinsamen Basis“ für die Weiterentwicklung der Mac- und iOS-Version zusammen mit der ebenfalls 2013 vorgestellten Browserversion „Keynote for iCloud“. Apple hat mit den bisherigen Updates für Keynote '13 begonnen, nach und nach alte Funktionen wieder einzuführen, wobei diese auf allen Plattformen gleichermaßen implementiert wurden.
Seit 2016 ist es möglich, mehrere Personen mit einem Link dazu einzuladen, gleichzeitig auf verschiedenen Geräten an einer Präsentation zu arbeiten.
Seit dem 31. März 2020 (Version 10) führt Apple die Versionsnummern der App für alle Plattformen einheitlich.